# Ventosa de la Cuesta
Ventosa de la Cuesta ist ein nordspanischer Ort und eine Gemeinde (municipio) mit 101 Einwohnern (Stand: 2024) in der Provinz Valladolid in der autonomen Region Kastilien-León.

## Lage
Ventosa de la Cuesta liegt in der kastilischen Hochebene in einer Höhe von etwa 760 m. Die Provinzhauptstadt Valladolid befindet sich knapp 25 km (Fahrtstrecke) nordnordöstlich. Das Klima im Winter ist durchaus kalt, im Sommer dagegen warm bis heiß; die spärlichen Regenfälle (ca. 510 mm/Jahr) fallen verteilt übers ganze Jahr.

## Bevölkerungsentwicklung
| Jahr      | 1970 | 1981 | 1991 | 2001 | 2011 | 2021 |
| Einwohner | 332  | 213  | 170  | 147  | 136  | 98   |

## Sehenswürdigkeiten
- Kirche Mariä Himmelfahrt (Iglesia de Santa María de la Asunción)
- Christuskapelle

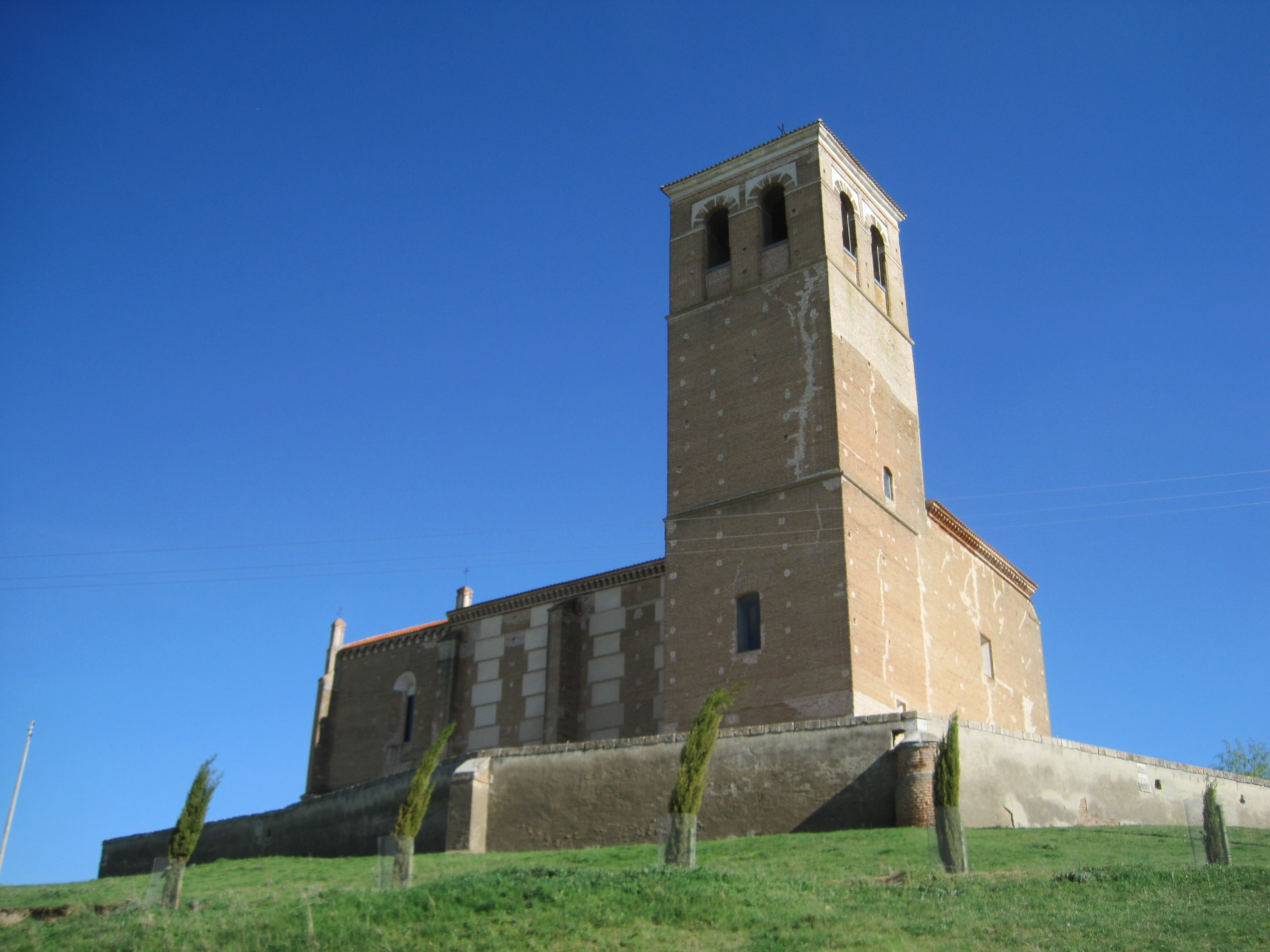
Kirche Mariä Himmelfahrt
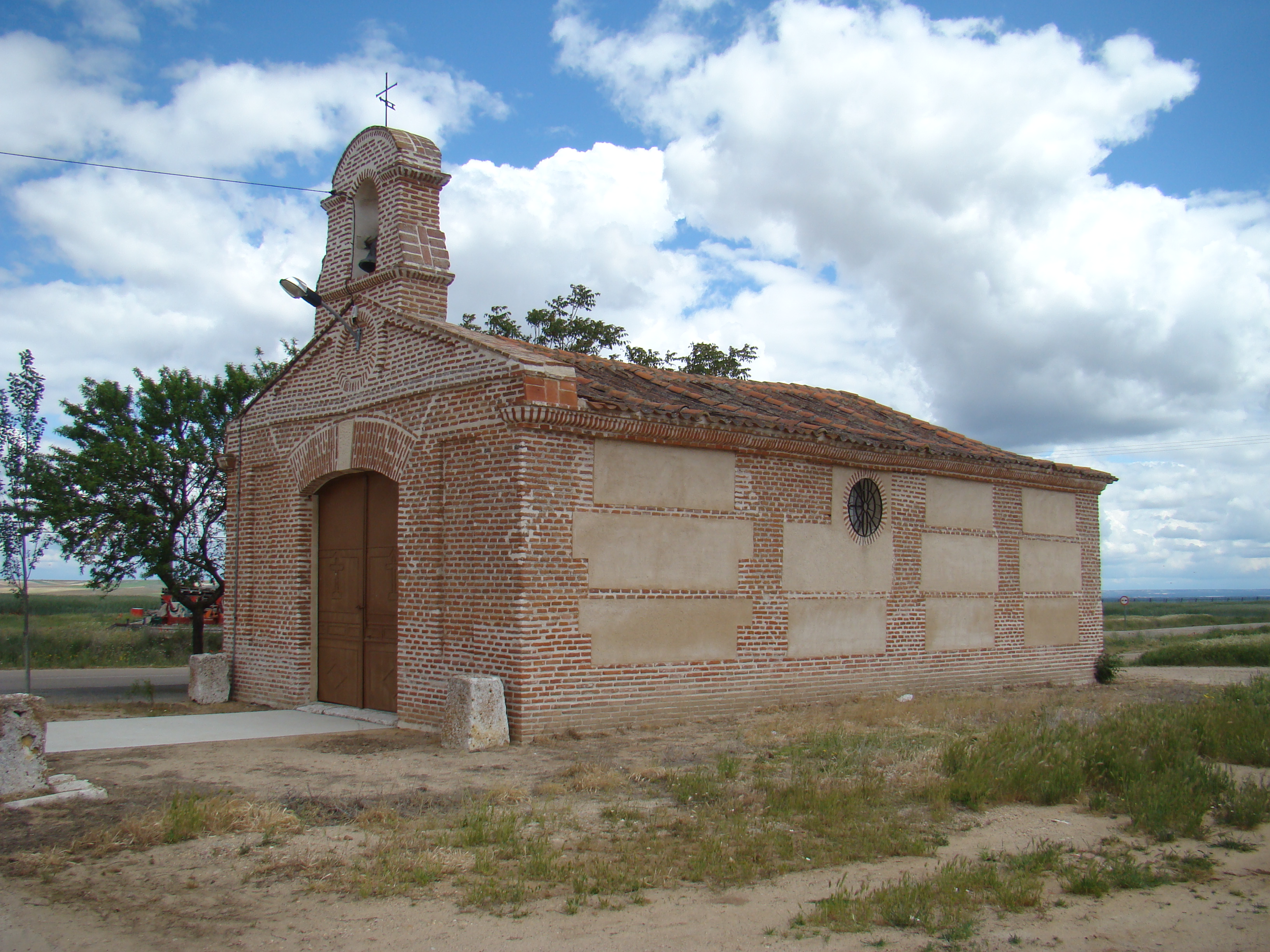
Christuskapelle
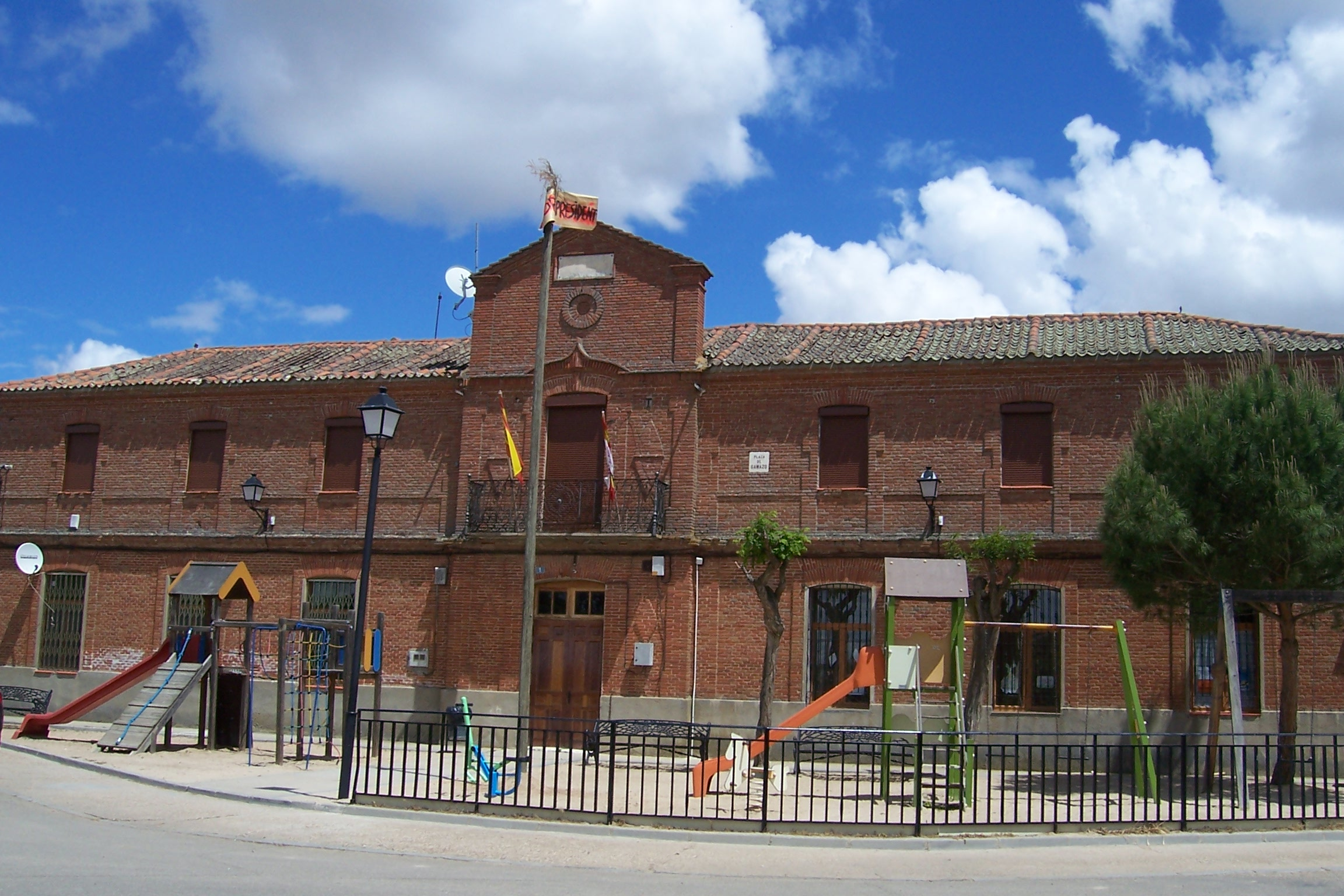
Rathaus